# Manto (molusco)

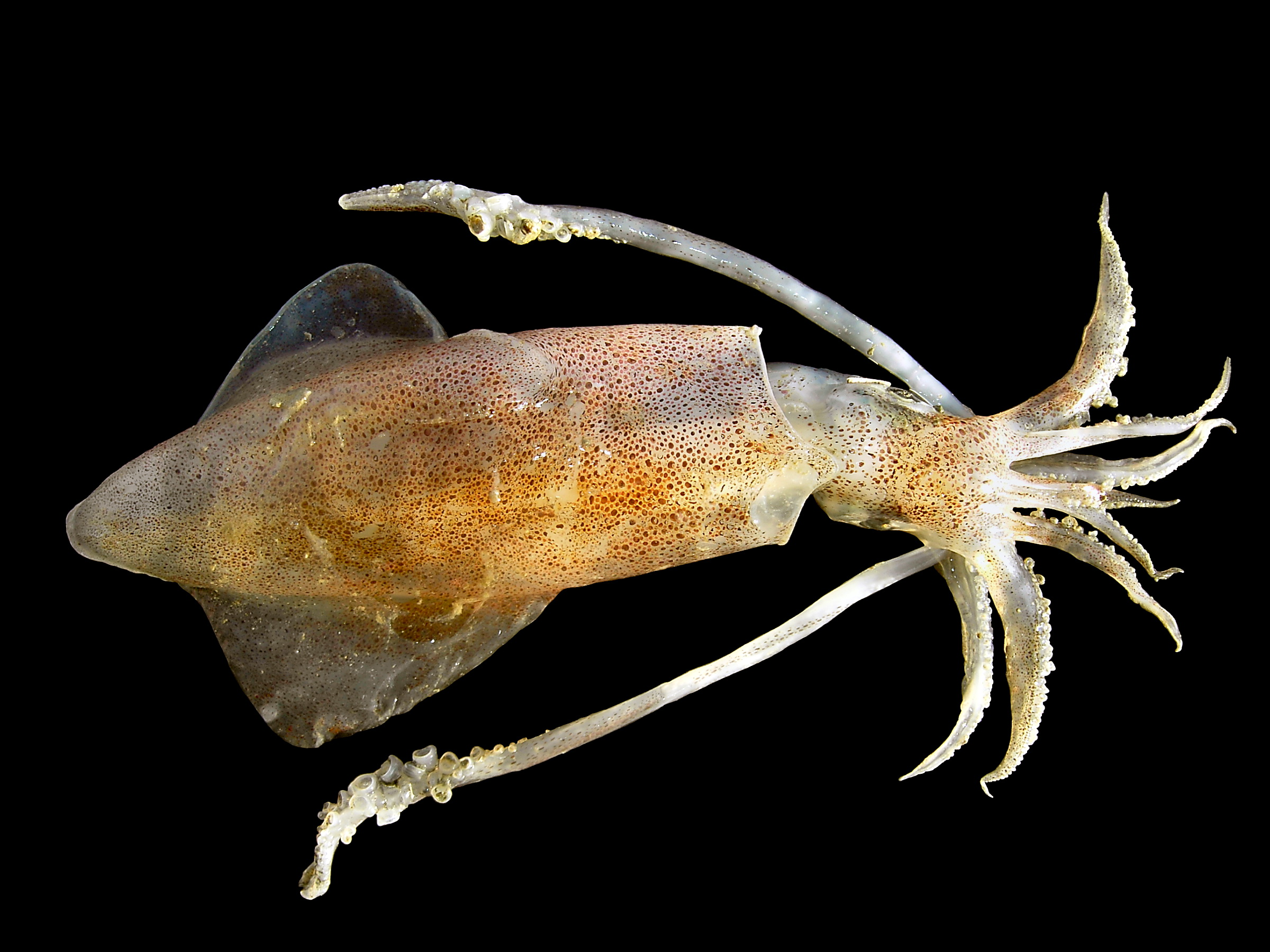
Loligo vulgaris. O manto é tudo o que é visível atrás da cabeça: a parede dorsal do corpo e as barbatanas são todas parte do manto.

O manto é uma dobra da epiderme que pode ser encontrada em moluscos. É constituído pela parede dorsal do corpo, cobrindo a massa visceral. Em algumas espécies, a epiderme deste órgão secreta carbonato de cálcio, contribuindo assim para a formação da concha calcária.